# Jonas Gonçalves Oliveira
Jonas Gonçalves Oliveira, mest känd som Jonas, född 1 april 1984 i Bebedouro i Brasilien, är en brasiliansk före detta fotbollsspelare som spelade som anfallare. Han spelade bland andra för Valencia och Benfica.